# Benoît Assou-Ekotto
Benoît Pierre David Assou-Ekotto (nascut el 24 de març de 1984 a Arràs, França) és un exjugador de futbol camerunès-francès.